# 엑소글리코시데이스
엑소글리코시데이스(영어: exoglycosidase)는 말단 잔기에서 글리코사이드 결합을 분해하는 글리코사이드 가수분해효소이다.

## 같이 보기
- 엔도글리코시데이스